# Anneliese Steinheuer
Anneliese Steinheuer (* 12. Oktober 1920) ist eine deutsche Leichtathletin, die sich auf den Speerwurf spezialisiert hatte. Sie startete für den ASV Köln.
Obwohl sie nie eine Deutsche Meisterschaft gewinnen konnte (1942 und 1943 wurde sie jeweils Vizemeisterin), gehörte sie in den Jahren des Zweiten Weltkriegs zu den Top 5 der Weltjahresbestenliste:
- 1941: Platz 4 (43,29 m)
- 1942: Platz 1 (47,24 m)
- 1943: Platz 1 (46,03 m)
- 1944: Platz 3 (42,75 m)

Der Wurf über 47,24 m, der ihr am 21. Juni 1942 in Frankfurt gelang, bedeutete nicht nur eine Verbesserung des deutschen Rekords, der seit 1939 bei 46,27 m stand (gehalten von Luise Krüger), sondern auch des genau 10 Jahre alten Weltrekords der Amerikanerin Nan Gindele um 50 Zentimeter.
Der Weltrekord hatte 5 Jahre lang Bestand, ehe ihn die Österreicherin Herma Bauma auf 48,21 m schraubte. Als deutsche Rekordhalterin wurde Anneliese Steinheuer erst 1951 von Marlies Müller abgelöst, die 47,35 m warf.
Möglichkeiten zur Beteiligung an Wettkämpfen auf internationaler Ebene hatte Anneliese Steinheuer nicht. Die Olympischen Spiele 1944 fielen kriegsbedingt aus, und die Europameisterschaften 1946 in Oslo fanden ohne deutsche Beteiligung statt.